# Nicomedes I van Bithynië
Nicomedes I (Oudgrieks Nικoμηδης; 278–c. 255 v.Chr.), tweede koning van Bithynië, was de oudste zoon van Zipoites I, die hij opvolgde op de troon in 278 v.Chr.
Hij begon zijn regering door twee van zijn broers ter dood te brengen. Een derde, net als zijn vader Zipoites genoemd, begon een opstand tegen hem en slaagde erin zich enige tijd staande te houden in een onafhankelijk rijk dat een groot deel van Bithynië omvatte. Intussen werd Nicomedes bedreigd met een invasie door Antiochus I Soter, koning van het Seleucidenrijk, die al oorlog had gevoerd tegen zijn vader, Zipoites. Om zich beter te kunnen verdedigen tegen dit gevaar, besloot hij tot een alliantie over te gaan met Heraclea Pontica en kort daarop met Antigonus II Gonatas. De dreigende aanval ging zonder al te veel kleerscheuren voorbij. Antiochus viel wel degelijk Bithynië binnen maar waagde het er niet op een veldslag aan te gaan.
Het was meer tegen zijn broer dan tegen buitenlandse vijanden gericht dat Nicomedes nu de hulp inriep van sterkere hulptroepen en een verbond sloot met de Keltische huurlingen die, onder leiding van Leonnorius en Lutarius, waren aangekomen aan de tegenoverliggende zijde van de Bosporus en in die tijd in strijd waren met Byzantium (277 v.Chr.). Nadat hij hen voorzien had van de middelen om over te steken naar Azië, richtte hij eerst de wapens tegen Zipoetes, die hij versloeg en ter dood bracht, en aldus geheel Bithynië terug onder zijn gezag bracht.
Van de gebeurtenissen die daarop volgden hebben we maar weinig weet. Het is waarschijnlijk dat de Keltische huurlingen vervolgens Nicomedes bijstonden in diens strijd tegen Antiochus maar geen enkele bijzonderheid wordt vermeld, noch over de oorlog noch over de vrede die hem beëindigde. In ruil voor hun bewezen diensten kregen deze Kelten een stuk land toegewezen. Dat land werd Galatië genoemd en de  bewoners Galaten. Het lijkt er desalniettemin op dat Nicomedes in onverstoord bezit van Bithynië werd gelaten, dat hij bleef regeren vanaf nu tot aan zijn dood en dat tot grote kracht en welvaart kwam onder zijn lange en vreedzame regering.
Net zoals zijn vader, en andere heersers in Asia minor, besloot hij zijn eigen naam te vereeuwigen door de stichting van een nieuwe hoofdstad en de plaats die hij uitkoos, in de directe nabijheid van de Megarische kolonie van Astakos, was zo goed gekozen dat de stad Nicomedia voor meer dan zes eeuwen een van de rijkste en bloeiendste steden in Anatolië zou blijven. De stichting van Nicomedia wordt door Eusebius in 264 v.Chr. geplaatst.
De duur van de regering van Nicomedes zelf, na deze stichting, is onbekend maar zijn dood is bepaald rond het jaar 255 v.Chr. Hij was tweemaal getrouwd. Bij zijn eerste echtgenote, Ditizela, een Phrygische van geboorte had hij twee zonen, Prusias en Ziaelas, en een dochter, Lysandra. Maar zijn tweede echtgenote, Etazeta, overtuigde hem om de kinderen uit zijn eerste huwelijk opzij te schuiven om de kroon te laten aan hun nakomelingen.
Deze waren bij zijn dood nog maar jonge kinderen, waardoor hun voogdij, naar Nicomedes' testament, toevertrouwd werd aan de twee koningen Antigonus Gonatas en Ptolemaeus II, samen met de vrije steden van Heraclea, Byzantium en Cius. Maar, ondanks deze voorzorgen, zetelde zijn zoon Ziaelas zich al vlug op de troon. Het was waarschijnlijk deze Nicomedes die van Cnidus het beroemde beeld van Aphrodite, door Praxiteles, wilde kopen, door hen een kwijtschelding van de gehele publieke schuld van de stad voor te stellen.

## Voetnoten
1. ↑  Memnon, Geschiedenis van Heraclea (Pontica) 20.
2. ↑  Ibid., 16, 18-19
3. ↑  Livius, Ab urbe condita xxxviii. 16
4. ↑  Iunianus Iustinus, Samenvatting van Pompeius Trogus XXV 2.
5. ↑  Pompeius Trogus, Prologi 25.
6. ↑  Memnon, 20
7. ↑  Strabo, Geographia xii. 4
8. ↑  Stephanus, Ethnica s.v. "Nicomedeia"
9. ↑  Eusebius, Chronicon (Schoene ed.)
10. ↑  Pausanias, Description of Greece, v. 12
11. ↑  Ioannes Tzetzes, Chiliades 3.
12. ↑  Memnon, 22
13. ↑  Tzetzes, 3
14. ↑  Plinius maior, Naturalis Historia VIII 61
15. ↑  Plinius, VII 39, XXXVI 4.